# Ватса (царство)
Ва́тса, Ва́мса або Ва́ччха — давньоіндійська держава, описана в буддійському тексті «Ангуттара-нікая» як одна з 16 магаджанапад. Лежала в районі злиття річок Ганги та Ямуни. Столицею було місто Каушамбі (сучасне місто Косам, розташоване за 56 км на південний захід від Праяграджа).
Згідно з Пуранами, царство отримало назву на честь царя Каші на ім'я Ватса. У «Магабгараті» та «Рамаяні» сказано, що засновником столиці Ватса, міста Каушамбі, був царевич Чеді на ім'я Куша або Кушамба. Згідно з Пуранами, після того, як Хастінапур змило водами Ганги, цар бгаратів на ім'я Нічакшу (праправнук Джанамеджаї), залишив Хастінапуру і оселився в Каушамбі. Це підтверджують «Сварнавасадатта» та «Пратіджна-яугандгараяна» за авторством Бхаси. У Пуранах також наведено перелік нащадків Нічакшу, останнім у якому зазначений цар Кшемака.